# Retour à l'ordre

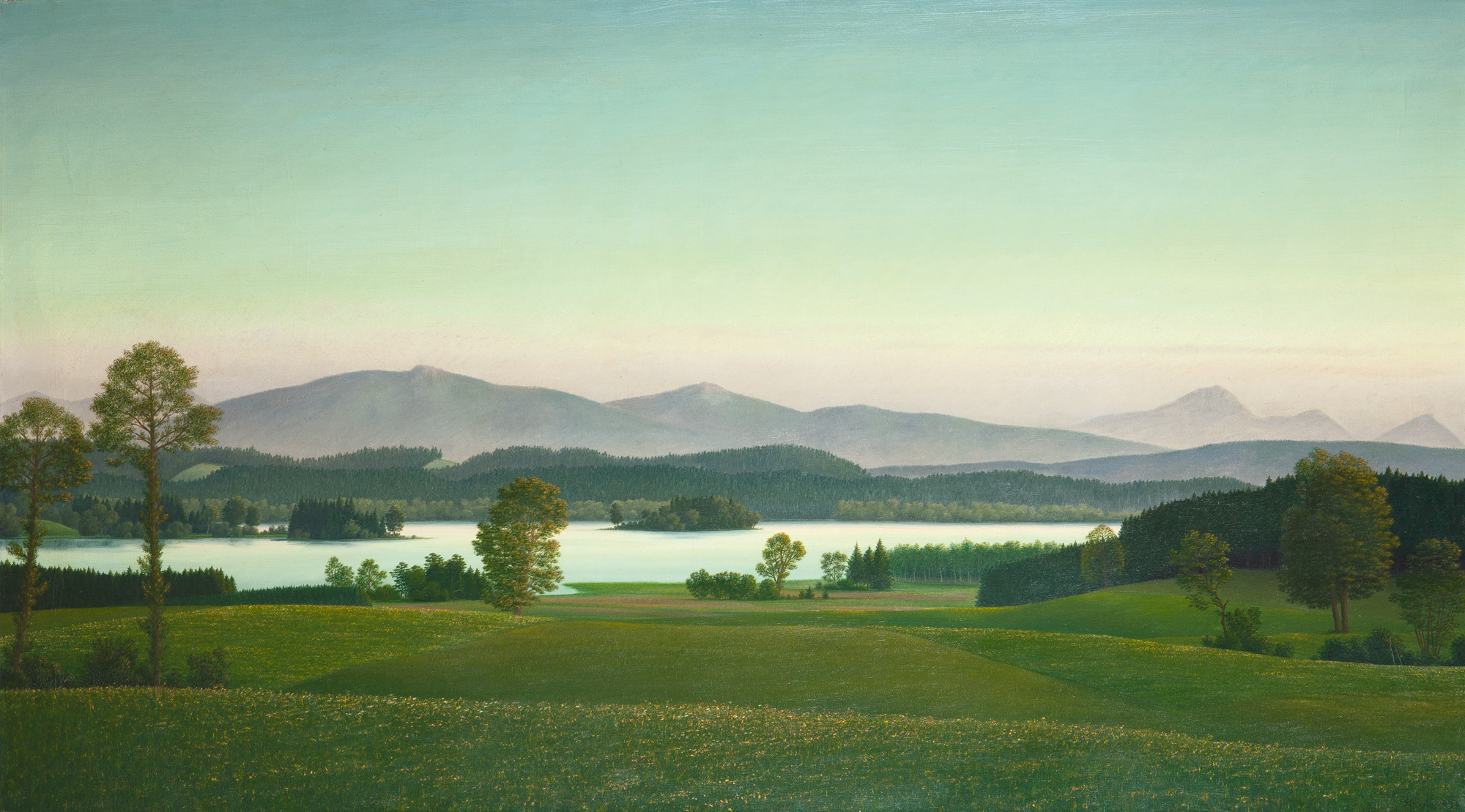
Staffelsee, huile sur toile de Georg Schrimpf, 1934.

Le retour à l'ordre est un mouvement artistique européen, de l’entre-deux-guerres, caractérisé par une réinterprétation de l’idéal classique, né en réaction aux avant-gardes des années 1890-1910.

## Histoire
Né au lendemain de la Première Guerre mondiale, ce mouvement — où les artistes et les intellectuels expriment leur volonté de renouer avec un art susceptible d'incarner, par l'éloge du classicisme, le « génie » des nations dont l'ordre et la hiérarchie ont été bouleversés lors du dernier conflit armé — prend le pas sur les « excès » de l'avant-gardisme international, jusqu'alors relativement dominant dans une certaine sphère liée aux critiques d'art : dès lors, il reconquiert le champ des arts plastiques et de l'architecture, au même titre que le mouvement Art déco, et influence de nombreux artistes tels que Braque, Ludwig Mies van der Rohe,  Picasso, etc. 
Le mouvement est particulièrement encouragé par le magazine Valori plastici publié en italien et en français, de 1918 à 1922. Le terme « retour à l'ordre » décrivant ce regain d'intérêt pour la tradition académique dériverait du titre d'un livre d'essais de Jean Cocteau, Le Rappel à l'ordre, publié en 1926.
En 1919, dans un article publié par Valori plastici, De Chirico se définit lui-même comme un pictor classicus [un peintre classique].